# Axiom Verge
Axiom Verge (с англ. — «Грань аксиомы») — инди-игра жанра метроидвания, разработанная Томом Хэппом. Игра изначально вышла в 2015 году для игровой приставки PlayStation 4, в течение следующих нескольких лет она была адаптирована на множество других игровых платформ. Игрок управляет учёным по имени Трейс, он попадает на планету Судру, которой угрожают механические существа. Он отправляется в путешествие в борьбе с машинами, попутно улучшая характеристики своего оружия и сражаясь с игровыми боссами. Игра предлагает особую игровую механику «Glitch Gun», которая якобы вызывает внутриигровые ошибки, меняя правила прохождения уровней и поведение вражеских персонажей.
Разработкой Axiom Verge в течение пяти лет занимался Том Хэпп. Она изначально началась, как любительский проект. Разработчик черпал вдохновение в старых играх, выпущенных для NES. Хэпп также написал музыку к игре
Игровые критики в целом похвалили игру, называя её одой классическим играм серии Metroid, они оценили большое разнообразие настройки оружия и особенно механику «Glitch Gun», которая станет приятным пасхальным яйцом для старых игроков. Они также похвалили мрачную эстетику игры и большую свободу воли, но указывали на монотонность задних фонов, которые заставят игрока легко заблудиться.
Сиквел, Axiom Verge 2, вышел в 2021 году.

## Игровой процесс
Axiom Verge — это платформер-метроидвания, где игрок управляет Трейсом — учёным, который оказывается во внеземном мире, именуемым Судрой. Её обитатели оказались на грани исчезновения и просят героя спасти их. Он узнаёт, что этому миру угрожают механические создания «русалки», вытягивая жизненную энергию из планеты и её жителей. Учёный решает присоединиться к борьбе с русалками.

Демонстрация игрового процесса. Участки, поражённые «Разломом» стилизованы, как повреждённые спрайты

Axiom Verge, как типичная метроидвания состоит из обширных двухмерных уровней, которые игровой персонаж должен изучать, преодолевать препятствия и сражаться со вражескими неигровыми персонажами. Трейс получает универсальное оружие «Разрушитель аксиом» с более, чем 20 разными конфигурациями, позволяя его использовать также как инструмент. Его можно улучшать, чтобы усиливать характеристики имеющегося оружия, например урон атаки или приобретать новые настройки оружия, например использовать лазерный луч для уничтожения препятствий, добираться до труднодоступных областей, быстрее забираться по вертикальным поверхностям. Одно из улучшений — дрон-паук может залезать в узкие проходы, чтобы собирать предметы или разведывать опасные для героя области. Инструменты, такие как дрель можно использовать, как и оружие ближнего боя. Оружие можно менять в любое время через инвентарь.
Одно из улучшений «Glitch Gun» — отсылка к многочисленным внутриигровым ошибкам из оригинальной Metroid. Режим Glitch Gun намеренно создан так, чтобы менять правила прохождения уровня, позволяя игроку проходить сквозь стены, чтобы находить короткие пути, создавать новые платформы или менять поведение вражеских NPC, чья внешность в этот момент стилизована, как у повреждённых спрайтов. Повреждённые враги могут как расчистить путь для героя, так и стать агрессивнее, добавляя в игровой процесс элемент неожиданности.
В случае смерти персонажа, он перемещается в последнюю точку сохранения, но без потери игрового прогресса. Таким образом преднамеренное убийство персонажа позволяет в некоторых случаях экономить время на перемещение по карте. При столкновении с боссами, герою стоит избегать их ударов, так как они отнимают много жизни у Трейса. В игре есть несколько вариантов концовки в зависимости процента раскрытых игроком областей и количества найденных предметов.

## Сюжет
Главный герой игры — ученый-теоретик Трейс Эшенбреннер, работающий в лаборатории в Нью-Мексико. В 2005 году во время проведения эксперимента происходит мощный взрыв, и Трейс теряет сознание. Очнувшись, он обнаруживает, что находится в совершенно другом месте. С ним связывается женский голос и сообщает о надвигающейся опасности и необходимости срочно найти оружие. Трейс находит «Разрушитель Аксиом» — биомеханическое оружие неизвестного происхождения, которое можно модифицировать. По пути Трейс сталкивается с «вариантом» Кседуром, который сообщает о том, что ему приказано убить главного героя, после чего начинается бой.
Вскоре Трейс попадает в Абсу и находит источник голоса: им оказывается Эльзанова — одна из «русалок», огромных разумных боевых машин прошлого с гуманоидным лицом. Она сообщает о том, что она и другие русалки отравлены, и необходимо найти и активировать фильтр. Победив варианта Уруку в Зи, Трейс активирует фильтр мощности, который начинает вычищать токсины из тел русалок. Трейс требует от Эльзановы рассказать ему больше. Она говорит о том, что за всем происходящим на Судре, планете, на которой они находятся, стоит некий Атетос — человек, который однажды распустил на планете вирус, уничтоживший часть судран, а других превративший в монстров, Трейса в свою очередь нашла в «Разломе» другая русалка, Офелия. Эльзанова также рассказывает, что мир делится на «Миротечение» (упорядоченность) и «Разлом» (местный хаос). Русалки не могут подобраться к Атетосу, так как тот окружил себя Разломом с помощью «Притягателя Разлома» и ждёт, пока обездвиженные Русалки не умрут сами. Эльзанова также сообщает, что Трейс, по всей видимости, невосприимчив к вирусу Атетоса и может безопасно передвигаться по планете. Трейс выражает недоумение по поводу своего статуса «Избранного», но соглашается помочь. Трейс находит свой старый модифицированный лабораторный халат, не понимая, откуда он здесь взялся.
Продолжая путь, в Куре Трейс сталкивается с еще одним вариантом — скорпионоподобным Гир-Табом, который уже почти был готов пропустить Трейса без боя[уточнить]. После победы Трейс говорит об этом Эльзанове, от которой узнаёт, что раньше варианты были обычными людьми. Трейса охватывает шок от осознания того, что он является убийцей, однако Эльзанова пытается успокоить Трейса тем, что все они помогали Атетосу распространять вирус. Трейс активирует фабрику дронов, и восстановление Русалок начинается.
По прибытии в Уккин-На, на Трейса начинает сказываться действие вируса: он начинает видеть своего клона и другие галлюцинации, о чём сообщает Эльзанове, но та ничего подобного не обнаруживает. В конце концов Трейсу начинает казаться, что он монстр, за которым охотится его же клон; вскоре клон якобы убивает монстра-Трейса и теряет сознание. Протагонист видит сон и восстанавливает часть воспоминаний: на самом деле после аварии в лаборатории Трейс попадает в больницу и становится инвалидом. В период лечения он начинает заново обдумывать законы физики и решает переписать науку с нуля, создав свои первые аксиомы. Для СМИ это стало сенсацией, обеспечившей Трейсу популярность, но научное общество отвергло его открытия, назвав их лженаучными, а ему дав прозвище «Атетос» — «Без места».
Очнувшись, Трейс обнаруживает себя у Офелии, которая излечила в нём вирус. Та рассказывает ему, что Трейс является Схеморазумом (Паттермайндом) — человеком, способным силой воли менять реальность. Но она не может объяснить, что именно даёт Трейсу такой статус. Добравшись до склада с телами русалок, Трейс натыкается на Камеры возрождения, где создавался клон Атетоса. Офелия сообщает, что именно здесь и создавались варианты — солдаты Атетоса, являющиеся его клонами. Когда не до конца сформировавшийся клон умирает, Трейс сходит с ума, говоря о том, что знает, что Атетос — это он сам, и отказывается впредь участвовать в плане русалок. В ответ Эльзанова отключает в Трейсе нанотела, тем самым убив его. После воскрешения в камере возрождения, с Трейсом связывается Офелия и рассказывает ему правду о том, что когда Атетос впервые прибыл на планету, он оставил свой отпечаток ДНК в одной из камер возрождения, пока пользовался ей для излечения травм, нанесённых во время аварии в лаборатории в 2005 году, чем и воспользовались русалки, когда камеры оказались в их доступе. План русалок заключался в том, чтобы молодая версия Атетоса (то есть Трейс), ещё будучи учёным с благими намерениями, помогла им остановить его. Она просит Трейса довести дело до конца, обещая, что тот может не убивать Атетоса, только поговорить.
Трейс добирается до Атетоса, между ними завязывается диалог. Трейс спрашивает, действительно ли Атетос выпустил вирус, и тот неохотно признаётся в этом. Он объясняет это тем, что Судра является гаванью в более продвинутый мир, по сравнению с которым Земля — «это палеолит». Технологии того мира помогли бы человечеству избавиться от смертей, войн и голода, но Судране были упрямы и не позволяли Атетосу воспользоваться ими. Он предлагает Трейсу сотрудничество, но получает отказ. Завязывается борьба, в которой главный герой побеждает. Эльзанова, нарушая обещание, убивает Атетоса, который перед смертью просит Трейса не винить себя, и отправляет Трейса обратно на Землю, после чего тот теряет сознание.
Трейс просыпается и обнаруживает, остался целым и невредимым после аварии, и никто не обратил на это внимания, как будто ничего не произошло. После пережитого на Судре, Трейс понимает, что больше не может жить как обычный учёный и начинает работать над возвращением на Судру, пытаясь воссоздать Разрушитель Аксиом и портал. В сцене в титрах показывается, что на самом деле Трейс до сих пор находится в глубинах Судры без сознания, а всё происходящее является лишь сном, по всей видимости, вызванным другой русалкой — «сновидицей-хищником» Верушкой. В сон Трейса вторгается Атетос с пистолетом и заявляет, что пора просыпаться.

## Разработка
Axiom Verge разрабатывал Том Хэпп. Он в одиночку занимался программированием, работал над дизайном уровней и графикой. На тот момент у него уже был опыт работы в игровой индустрии, принимая участие в разработке игр PGA Tour, End of Nations, NFL Street. Он начал разработку Axiom Verge ещё в 2010 году, как побочный продукт и надеялся выпустить его в следующем году. Хэпп также раннее разрабатывал демо-игру Orn для Game Boy Advance — фанатский проект по вселенной Metroid.
Том Хэпп заметил, что у него не было чёткой цели разработать игру, он называл это скорее увлечением помимо своей основной работы на Petroglyph Games. Хэпп хотел создать такую игру, которая объединяла бы лучшие качества его любимых игр детства на приставке NES, в частности таких игр, как Bionic Commando, Rygar, Blaster Master и Metroid. Также он черпал вдохновение у игр серии Mass Effect. Сначала Хэпп работал над оружием, в какой то момент он решил объединить разные боевые атаки в один пистолет, в итоге акцент был смещён на дальние бои. С этого момента игровые уровни проектировались так, чтобы это была игра-метроидвания. Идея добавить механику «глюков» возникла на поздней стадии разработки Axiom Verge. Хэпп вспоминал об ошибке «Door Jump» в Metroid, позволявшей проходить сквозь стены, попадать в запретные области, нарушая логику прохождения игры или сломанный уровень «Minus World» в Super Mario Bros.. Хэппу пришла идея ввести подобного рода внутриигровые ошибки в виде игровой механики, которая позволяла бы новыми способами проходить игровые уровни.
По мере дальнейшей разработки Axiom Verge, Хэпп желал всё дальше углубиться в детали игры. Основной игровой материал был уже сделан в 2012 года. Для разработки Хэпп использовал игровой движок XNA, потому что на тот момент Xbox 360 была единственной платформой с общедоступным API. Он ожидал, что игра попадёт в онлайн-магазин Инди-игр от Microsoft и доходы от продаж будут достаточны, чтобы покрывать расходы на телефонные счета. Так со слов разработчика обстояло дело с большинством инди-игр.
В Axiom Verge имеются отсылки к культуре Месопотамии, Хэпп признался в своей страсти к изучению этой культуры, упоминая что они изобрели первую письменность. Работая над индустриальными мотивами и пейзажами с «живой, органической» механикой, разработчик вдохновлялся сериалом «На краю Вселенной», сам главный герой больше напоминал Джона Крайтона в ранней версии.
Через шесть лет после выпуска, в 2021 году Хэпп выпустил загружаемое обновление с добавлением нового игрового режима, в котором расположение предметов рандомизируется. Изначально это был неофициальный мод, созданный сообществом спидраннеров, но который был одобрен Хэппом и интегрирован в игру.

## Анонс и выход
Маркетинговой частью — рекламой, продвижением и контрактами с игровыми издателями занимался Дэн Адельман. Ранняя версия игры была ещё анонсирована на Dream Build Play в 2012 году. Игра должна была изначально выйти в 2013 году для платформ Microsoft Windows и Xbox 360, но выпуск был отложен на неопределённый срок. В апреле 2014 года стало известно, что игра выйдет на платформах PlayStation 4 и PlayStation Vita в начале 2015 года. 14 мая 2015 года Axiom Verge была выпущена на персональных компьютерах Linux, Microsoft Windows, и OS X. 19 апреля 2016 года была выпущена версия для PlayStation Vita.
В марте 2015 года выяснилось, что изначально рассматривался выпуск версии для Wii U, но это стало невозможно из-за технических проблем, особенно связанных с игровым движком MonoGame, в котором отсутствовала встроенная поддержка платформы Nintendo. Тем не менее, Nintendo была заинтересована в том, чтобы Axiom Verge была выпущена на Wii U. Её выход на этой платформе был подтверждён в марте 2016 года и состоялся 1 сентября 2016 года в Северной Америке и Европе. Томас Хэпп хотел добавить в Wii U версию разблокируемый костюм с Самус Аран, главной героиней Metroid, но Nintendo не разрешила делать этого. Рассматривался также вариант переноса игры на приставку Nintendo 3DS. Однако вместе с выходом Nintendo Switch, игра была портирована на эту платформу, для NS также были выпущены физические копии с игрой.
В октябре 2015 года Томас Хэпп заключил контракт с IndieBox сервисом ежемесячной подписки на создание физических изданий Axiom Verge, которые также включали в себя флеш-накопитель с копией игры без защиты DRM, официальный саундтрек, руководство, ключ игры для Steam и несколько коллекционных предметов, изготовленных на заказ. Высокие спросы на заказ физических копий привели к обвалу сайта на какое то время.

## Музыка
Музыку к Axiom Verge написал Том Хэпп, разработавший саму игру. Разработчик не раз упоминал, что у него отсутствовал опыт и знания в области музыкальной индустрии. Все мелодии были записаны на компьютере с использованием с цифровой звуковой карты. Для игровых боссов в зависимости от уровня сложности были записаны две темы. Тема для финального босса была взята из старого трека, сочинённого ещё в 2001 или 2002 годах для школьных проектов.
Хэпп признался, что для него было крайне странно получить призвание автора лучшего саундтрека к видеоиграм от журнала FACT Magazine, упоминая композиторов, усердно работающих над музыкальными треками и не получающих никакого признания. Хэпп считал это несправедливым и чувствовал себя самозванцем. Разработчик изначально хотел выпустить саундтрек на Bandcamp.
Выход одноимённого альбома состоялся 30 марта 2015 года. Саундтрек к игре был выпущен на виниловых пластинках тиражом в 1000 копий, их выпуском занимался лейбл Ship to Shore.

## Критика
| Сводный рейтинг    | Сводный рейтинг                                                          |
| Агрегатор          | Оценка                                                                   |
| ------------------ | ------------------------------------------------------------------------ |
| GameRankings       | PS4: 84,77 % NS: 86,82 %                                                 |
| Metacritic         | PS4: 84/100 PC: 80/100 VITA: 78/100 WIIU: 89/100 XONE: 85/100 NS: 87/100 |
| Иноязычные издания |                                                                          |
| Издание            | Оценка                                                                   |
| Destructoid        | 7,5/10                                                                   |
| Game Informer      | 9,25/10                                                                  |
| GameRevolution     | [ 39 ]                                                                   |
| GameSpot           | 8/10                                                                     |
| IGN                | 7,9/10                                                                   |

Axiom Verge стала одной из самых популярных и успешных игр серии жанра метроидвании. Игровые критики в целом оставили положительные отзывы, со средней оценкой между 78 и 89 из 100 возможных в зависимости от игровой платформы по версии агрегатора Metacritic.
Критик сайта Destructoid заметил, что нет никаких сомнений в том, что Axiom Verge стала прорывной на рынке инди-игр. Игра стала любовным посланием ранним играм серии Metroid, но также заимствует многое их других классических игр, таких как Contra и Bionic Commando, чтобы в итоге создать нечто большее. Некоторые критики заметили, что схожесть с Metroid видна при поверхностном изучении, на деле же игра предлагает множество собственных идей. Критик Destructoid назвал Axiom Verge прежде всего данью уважения играм 8- и 16-битных эпох и большим, чем просто пиксельным платформером с чиптюновым саундтреком. Игра использует разные способы, чтобы обмануть ожидания ретрогеймера — от мерцания спрайтов, до намеренных внутриигровых ошибок, меняющих правило прохождения. Критик GameSpot признался, что почти мгновенно влюбился в эту игру и принялся проходить её заново после завершения.
Критики похвалили игру за глубину её игрового дизайна, обилие настроек оружия и особенно механику внутриигровых сбоев. Критик с сайта IGN признался, что лишь наблюдение за тем, как беспомощный парень, застрявший на чужой планете превращается в полубога с арсеналом, которому бы позавидовал Мастера Чифа доставляет неимоверное удовольствие. «Glitch Gun» станет отличным пасхальным яйцом для старых геймеров. Критик заметил, что глюки в игре вызвали у него ассоциации, будто он начал играть в игру, установив в приставку NES пыльный картридж. Рецензент Destructoid заметил, что «Glitch Gun» способна внушить игроку, будто он обманывает систему. Разное оружие меняет темп и способ прохождения на всех уровнях, учитывая то, что скорее всего игроки будут предпочитать 2-3 вида оружия. Рецензент PC Games заметил, что просто не мог остановиться, чтобы найти очередное улучшение за очередным углом и столкнуться с очередным врагом. Битвы с игровыми боссами крайне сложны, как подобает метроидвании. Некоторые критики были впечатлены большим разнообразием врагов и их способов атак.
Критик Destructoid выразил восхищение художественной эстетикой в игре, заметив гармоничное или диссонирующее слияние органических и синтетических сущностей. Игровые боссы выглядят ошеломляюще и детализировано, десятки движущихся частей обеспечивают высокий уровней сложности при каждом бое. Представитель сравнил увиденные ландшафты чем-то из ночных кошмаров Адама Гигера. Сюжетная линия не впечатлила критиков, которые назвали её поверхностной и не играющей значимой роли. Критик GiantBomb заметил, что простой сюжет отлично справляется со своей задачей: втянуть игрока в игровой мир.
Рецензенты заметили необычную для метроидвании свободу в передвижении персонажей. В то время, когда в подобных играх игрок заперт в нескольких комнатах до решения основных задач, Axiom Verge с самого начала позволяется исследовать обширные области. Критики PC Games и Giant Bomb высоко оценили подобный уровень свободы, но представители Destructoid и IGN наоборот пожаловались на то, что это может легко дезориентировать игрока, в том числе, из-за отсутствия указаний в игре. Ситуацию ухудшает неясный дизайн спрайтов на некоторых задниках и отсутствие запоминающиеся пейзажей, заставляя игрока заблуждаться на разных уровнях.
Критик Destructoid раскритиковал дизайн самого героя, чей спрайт слабо выделяется на общем фоне и его можно легко потерять из виду. Представитель PC Games указал на невозможность стрельбы под углом без движения. А стрельба по диагонали получается неуклюжей, однако в целом боевая система хорошо отточена. Критик GameSpot назвал изучение некоторых уровней унылым.

### Награды
| Награда              | Категория               | Итог      | Ссылка |
| -------------------- | ----------------------- | --------- | ------ |
| The Game Awards 2015 | Лучшая независимая игра | Номинация | [ 42 ] |

### Продажи
Летом 2018 года, благодаря уязвимости в защите Steam Web API, стало известно, что точное количество пользователей сервиса Steam, которые играли в игру хотя бы один раз, составляет 173 768 человек.

## Продолжение
На презентации Indie World 2019 Хэпп объявил о разработке сиквела — Axiom Verge 2; его выпуск на Nintendo Switch был назначен на осень 2020 года. В октябре 2020 было объявлено, что выпуск игры задерживается до первой половины 2021 года. В мае 2021 он был отложен до третьего квартала года. Игра вышла 11 августа 2021 года.